# Haut-Médoc
Haut-Médoc ("Alto Médoc") es una Appellation d'Origine Contrôlée (AOC) de vino en la región vinícola de Burdeos en el suroeste de Francia, en la orilla izquierda del estuario de la Gironda. Abarca gran parte de la franja vitícola de la tierra a lo largo de la península de Médoc, a lo largo de unos 60 kilómetros.
Tal como quedó definida en el decreto del INAO de 14 de noviembre de 1936, su límite meridional limita con la ciudad de Burdeos y la AOC Médoc al norte, abarcando 15 comunas exclusivas de la denominación, mientras que al mismo tiempo tiene enclavadas seis apelaciones de nueve comunas (AOC Margaux, AOC Listrac-Médoc, AOC Moulis-en-Médoc, AOC Saint-Julien, AOC Pauillac y AOC Saint-Estèphe) que son técnicamente comunas vinícolas del Haut-Médoc. Del mismo modo, Haut-Médoc es una sub-denominación de la AOC Médoc.
De las 15 comunas productoras, ocho están en la orilla del Garona y la Gironda: Blanquefort, Parempuyre, Ludon, Macau, Arcins, Lamarque, Cussac y Saint-Seurin-de-Cadourne. Siete comunas quedan tierra adentro: Le Taillan, Le Pian-Médoc, Avensan, Saint-Laurent-Médoc, Saint-Sauveur, Cissac y Vertheuil. 
Pocas fincas dentro de los límites del Haut-Médoc se incluyeron en la Clasificación Oficial del Vino de Burdeos de 1855 (pues todas salvo 6 de las 62 se encuentran en las AOC Margaux, Saint-Julien, Pauillac y Saint-Estèphe), pero varias se incluyeron en la clasificación Cru Bourgeois.

## Historia
La mayor parte de su historia, el Haut-Médoc fue una vasta región de marismas usadas para la ganadería más que para la viticultura. En el siglo XVII, comerciantes holandeses comenzaron un ambicioso drenaje para convertir la marisma en zona útil de viñedo. Su objetivo era proporcionar al mercado británico un vino alternativo al Graves y a los vinos portugueses que dominaban el mercado. Usando tecnología avanzada para la época, los holandeses fueron capaces de transformar suficiente marisma para permitir que se formaran grandes fincas a todo lo largo de la Gironda. Pronto las regiones de vino de Burdeos de Margaux, Saint-Julien, Pauillac y Saint-Estèphe tomaron forma. En el siglo XIX, la región vinícola del Haut-Médoc fue una de las más prósperas de Francia, con vinos que alcanzaban una reputación internacional que no tendría parangón hasta finales del siglo XX.

## AOC Haut-Médoc
El área abarca cerca de 4600 hectáreas de viñedos declarados, constituyendo un 28,5% del total del Médoc, produciendo de media anual 255.000 hectolitros de vino. La variación en tipos de suelo es mayor que en otras denominaciones de la región, pues va desde un terreno lejos del ideal, a condiciones semejantes a las apelaciones enclavadas de más celebrada reputación.
De las variedades de uva permitidas en Haut-Médoc, el 52% del área vitícola está plantada con cabernet sauvignon, con cultivos adicionales de merlot, petit verdot, y en menor grado malbec (llamada localmente "Cot"). También se permiten en las normas de la denominación de origen las variedades cabernet franc y carménère.
Las normas del INAO exigen que se cumplan las siguientes normas de producción: una alta densidad de plantación, un mínimo de 6500 plantas por hectárea, y un mínimo de azúcar, 178 gramos por litro de mosto, máximo rendimiento base de 48 hectolitros por hectárea y un mínimo de graduación alcohólica del 10%.

### Fincas
De las 392 propiedades vitícolas de Haut-Médoc, 150 participan en cooperativas vinñicolas, las otras 242 son bodegas independientes.
| Château La Lagune         |                           |                     |
| Quatrièmes Crus           |                           |                     |
| Château La Tour Carnet    |                           |                     |
| Cinquièmes Crus           |                           |                     |
| Château Belgrave          | Château Cantemerle        | Château de Camensac |
| Cru Bourgeois             |                           |                     |
| Château Agassac           | Château Arche             | Château Beaumont    |
| Château Cambon La Pelouse | Château Caronne Ste-Gemme | Château Cissac      |
| Château Citran            | Château Coufran           | Château Hanteillan  |
| Château Lachesnaye        | Château Lamothe-Bergeron  | Château Lanessan    |
| Château Liversan          | Château Larose            | Château Malescasse  |
| Château Ramage La Batisse | Château Trintaudon        | Château Sénéjac     |
| Château Verdignan         |                           |                     |
| Sin clasificar            |                           |                     |
| Château Sociando-Mallet   |                           |                     |